# Stephan Bodecker

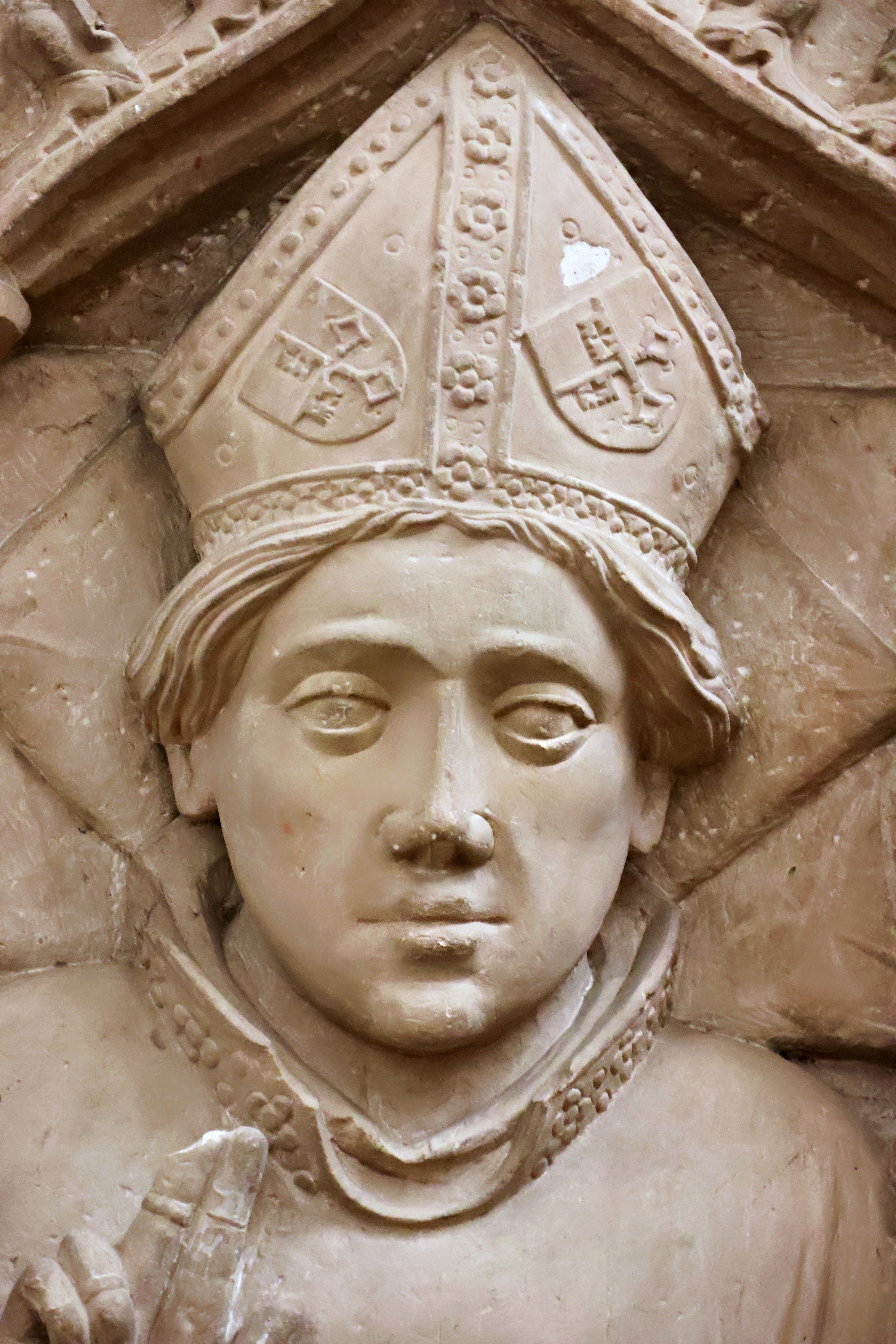
Darstellung des Bischofs Stephan auf seiner Grabplatte im Dom zu Brandenburg.

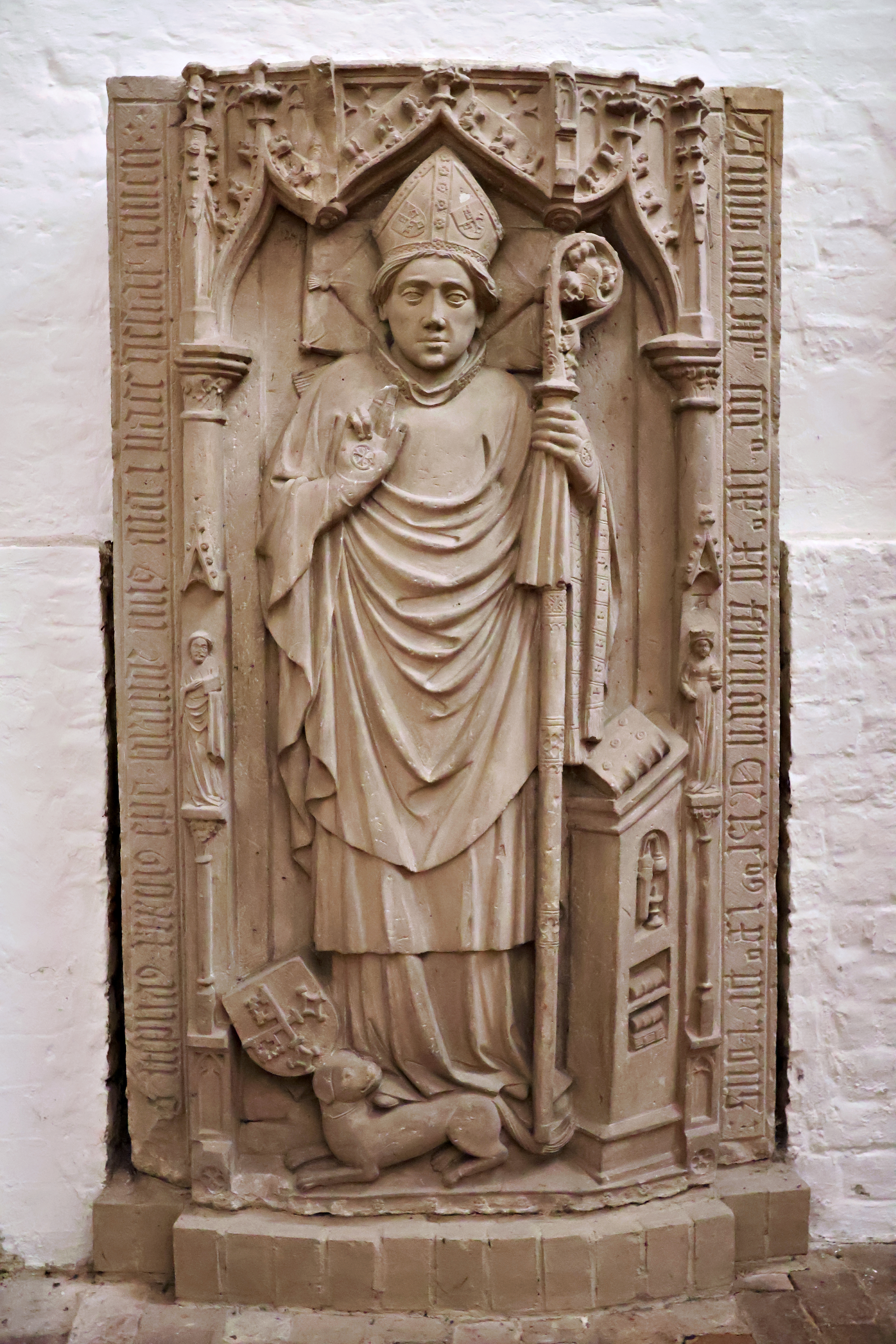
Vollständige Grabplatte aus dem Todesjahr (1459) des Bischofs.

Stephan Bodecker O. Praem. (* 15. November 1384 in Rathenow; † 15. Februar 1459 in Dom (Brandenburg an der Havel)) war ein deutscher Geistlicher der Lateinischen Kirche und einer der ersten deutschen Hebraisten. Von 1421 bis 1459 war er als Stephan Bischof des Bistums Brandenburg und damit Fürstbischof des Hochstifts Brandenburg.

## Leben
Stephan Bodecker wurde als Sohn eines Fassbinders in Rathenow geboren. Samuel Buchholtz stellt 1767 in seinem Versuch einer Geschichte der Churmark… die Behauptung auf, dass der Familiennamen Bodeckers „wohl nicht von der Profeßion seines Vaters hergerühret, sondern ein Geschlechtsname gewesen“. Buchholtz legt seinem Gedanken die Vermutung zugrunde, dass der zeitgleich amtierende Bischof von Schwerin, Niclas Bodecker (reg. 1444–1457) ein Verwandter Bischof Stephans gewesen sei. Der junge Bodecker schrieb sich an den Universitäten von Erfurt, Leipzig und Prag ein. Er studierte die Freien Künste, Philosophie und Rechtswissenschaft. Schon bald erwarb sich Bodecker den Ruf großer Gelehrsamkeit.
1415 wurde er nach Brandenburg berufen, wo er sechs Jahre später das Amt des Bischofs übernahm. 1422 in Dom zu Brandenburg zum Bischof geweiht, rückte er damit trotz seiner nichtadligen Geburt als Fürstbischof in den Stand eines Reichsfürsten auf.
Bischof Stephan Bodecker folgte in seinem Gedankengut nur sehr verhalten dem antisemitischen Tenor seiner Zeit. Zwangsbekehrungen und Gewalt gegen Juden lehnte er entschieden ab. Er gilt als der erste fundierte christliche Kenner der hebräischen Sprache und des jüdischen Brauchtums Brandenburgs. So wandte er sich mit folgenden Worten gegen die Verfolgung der Juden durch die Obrigkeit und ihre Ausbeutung als „Subjekte der Finanzwirtschaft“: „Schlecht handeln die Fürsten, die die Juden aus Habgier, ohne Verhör, ohne jede gerechte Ursache ihrer Güter berauben, sie erwürgen oder ins Gefängnis werfen, und selbst wenn die entrissenen Güter durch Wucher erworben waren, sind die Fürsten zum vollen Ersatz verpflichtet“.
Als Bischof von Brandenburg kümmerte er sich um das verwahrloste Bistum, das er von seinen Vorgängern übernommen hatte und sanierte es. Eines seiner größten Verdienste besteht in seinen Anstrengungen, die Ausbildung der Kinder zu befördern, die im ausgehenden Mittelalter keinesfalls eine Selbstverständlichkeit war. An der Gründung der Universität Greifswald im Jahre 1456 wirkte Bischof Stephan im Auftrag des Heiligen Stuhls, indem er an der Erteilung der päpstlichen Legitimation (des sogenannten Privilegs) beteiligt war.
Bodecker gehörte dem Orden der Prämonstratenser an, wie auch das Brandenburger Domkapitel aus einem Stift regulierter Prämonstratenser-Chorherren bestand.
Bodecker war ein enger Vertrauter und Rat der Brandenburger Kurfürsten Friedrich I. und Friedrich II. Da Brandenburg für die Hohenzollern ein Schlüsselbistum war, hatte Bodecker maßgeblichen Anteil an der historischen Entwicklung der Mark, die zu seiner Zeit noch immer ein instabiles politisches und wirtschaftliches Gebilde war.
Die Grabplatte Bodeckers findet sich in der nordöstlichen Ecke des Südchores des Domes St. Peter und Paul zu Brandenburg an der Havel, seiner Bischofskirche. Der Bischof ist auf dieser Platte lebensecht und porträthaft authentisch im Lebensalter von 30 Jahren dargestellt. Er trägt Kasel und Mitra. Als Zeichen seiner Gelehrsamkeit steht er neben einem mit Büchern und Folianten bestückten Schreib- und Lesepult.

## Zählungsdivergenz
Die Auflistung der Brandenburger Bischöfe auf der Bischofsresidenz Burg Ziesar führt Stephan Bodecker als 36. und seinen Nachfolger Dietrich von Stechow als 37. Bischof, weil Exil-Bischof Ezilo (1018–1022) (Nr. 5 in der Liste der Bischöfe von Brandenburg) aus einem unbekannten Grunde unbestätigt blieb. Dabei bezieht sich Ziesar auf die Germania Sacra. Darüber hinaus argumentiert die bischöfliche Residenz mit der Zählungsangabe auf dem sich auf der Burg Ziesar befindlichen Epitaph des Nachfolgers Bischof Stephans, Dietrich IV. (1459–1472), der bereits in der Zeit seines Episkopats als 37. Brandenburger Bischof benannt wurde. Dennoch wird das Episkopat Ezilos mit einer Dauer von vier Jahren angegeben, so dass es ungerechtfertigt erscheint, Ezilo aus der Zählung auszuschließen. Kinder und Porada schließen sich in ihrer landesgeschichtlichen Bestandsaufnahme der Zählung Bodeckers als 37. Bischof Brandenburgs an.

## Verhältnis zum Judentum
Im Rahmen des Baseler Konzilsbeschlusses aus dem Jahr 1434 zur Judenbekehrung und Judenpredigt eignete sich Bodecker die hebräische Sprache an und wurde zu einem der ersten deutschen Hebraisten. Tötung von Juden im Rahmen der Zwangsbekehrung lehnte der Bischof ab. Zwar war Bodecker christlich-theologisch motivierter Antijudaist, und an der Missionierung der Juden interessiert, doch war sein Umgang mit diesen durch das ernsthafte Interesse an einem Gespräch geprägt. Es ist keine Taufe aufgrund der Missionierung durch den Bischof bekannt. Besonders im Vergleich zu anderen Episkopaten der Zeit war Bodeckers Umgang mit den Berliner Juden bemerkenswert.